# Acorystus fulvus
Acorystus fulvus là một loài tò vò trong họ Ichneumonidae.